# 眼斑鉤嘴鰨
眼斑鉤嘴鰨為輻鰭魚綱鰈形目鰨亞目鰨科的其中一種，為熱帶海水魚，分布於印度西太平洋斯里蘭卡至南中國海海域，體長可達15公分，棲息在底層水域，生活習性不明，可做為食用魚。

## 扩展阅读
維基物種上的相關：眼斑鉤嘴鰨